# Nodo Savoia
Il nodo Savoia (o nodo a otto, nodo d'arresto, nodo d'amore, o semplicemente Savoia) appartiene alla categoria dei nodi d'arresto. Questo tipo di nodo può essere eseguito su qualsiasi tipo di cima, anche se può presentare qualche problema con le cime elastiche in caso di cicli di carico e scarico a bassa tensione. Sicuramente è il più famoso nodo d'arresto, grazie soprattutto al pregio di non stringersi eccessivamente e di non usurare o indebolire il cavo. Può essere usato anche come nodo di giunzione tra due cime dello stesso diametro o tra due capi della stessa cima (otto ripassato).

## Usi
- In nautica:
  - Usato principalmente per impedire a cime, ovvero corde, di sfilarsi da fori o da bozzelli.
  - Utilizzato anche come nodo d'appesantimento per le cime o sagole da lancio.
  - Legato ad intervalli regolari, agevola l'arrampicata sulle cime di salvataggio.
- In arrampicata, alpinismo e speleologia, una sua variante (savoia inseguito o otto ripassato o asola delle guide con frizione) viene utilizzata per collegare la corda all'imbragatura ed in genere per manovre di assicurazione
- Come sicura finale su nodi scorrevoli.
- Alle volte è usato a scopo puramente ornamentale

## Commenti
Dopo il semplice (del quale è più efficiente come nodo d'arresto) è il nodo di più facile esecuzione; risulta semplice anche da slegare.

Stemma di Casa Savoia

È elegante e bello a vedersi.

## Storia
Anche se è un nodo sicuramente più antico, deve il suo nome al fatto di apparire sullo stemma di Casa Savoia

## Struttura
La struttura del nodo Savoia è simile a quella del nodo semplice, ma con il corrente che fa un'asola intorno al dormiente.

## Esecuzione
1. Fare un occhiello passando con il corrente sul dormiente.
2. Passare il corrente sotto il dormiente creando un secondo occhiello.
3. Passare con il corrente nel primo occhiello e tirare.